# Mark Cullen
Ne doit pas être confondu avec Mark Cullen (scénariste).
Mark Cullen (né le 28 octobre 1978 à Moorhead aux États-Unis) est un joueur professionnel de hockey sur glace évoluant dans la Ligue nationale de hockey. Il est le frère cadet du joueur Matt Cullen.

## Carrière
Mark Cullen commence sa carrière dans la Ligue nationale de hockey en 2005 avec les Blackhawks de Chicago où il jouera qu'une saison avant de rejoindre, l'année suivante, les Flyers de Philadelphie.
En 2007 il s'engage avec les Red Wings de Détroit.
Le 4 juillet 2008, il signe avec les Canucks de Vancouver.

## Vie privée
Il fait partie d'une grande famille de hockeyeurs : 
- son grand-père Barry Cullen a évolué en LNH, notamment pour les Maple Leafs de Toronto, en plus de remporter la Coupe Calder en LAH ;
- ses grands-oncles Brian Cullen et Ray Cullen ont joué en LNH et remporté la Coupe Calder pour Brian ;
- son oncle John Cullen a remporté le trophée Bill-Masterton de la LNH en 1998-1999 ;
- son père Terry Cullen a joué uniquement au niveau universitaire NCAA ;
- ses deux frères jouent également : Joe a connu du succès en Europe et Matt a remporté trois coupes Stanley et de nombreux records en LNH.

## Statistiques
| Saison     | Équipe                       | Ligue      |    | Saison régulière | Saison régulière | Saison régulière | Saison régulière | Saison régulière |   | Séries éliminatoires | Séries éliminatoires | Séries éliminatoires | Séries éliminatoires | Séries éliminatoires |
| Saison     | Équipe                       | Ligue      | PJ | B                | A                | Pts              | Pun              | PJ               | B | A                    | Pts                  | Pun                  |                      |                      |
| 1997-1998  | Ice Sharks de Fargo-Moorhead | USHL       | 30 | 17               | 37               | 54               | 16               | 4                | 3 | 0                    | 3                    | 25                   |                      |                      |
| 1998-1999  | Tigers de Colorado College   | NCAA       | 42 | 8                | 25               | 33               | 22               | -                | - | -                    | -                    | -                    |                      |                      |
| 1999-2000  | Tigers de Colorado College   | NCAA       | 37 | 11               | 20               | 31               | 22               | -                | - | -                    | -                    | -                    |                      |                      |
| 2000-2001  | Tigers de Colorado College   | NCAA       | 31 | 20               | 33               | 53               | 26               | -                | - | -                    | -                    | -                    |                      |                      |
| 2001-2002  | Tigers de Colorado College   | NCAA       | 43 | 14               | 36               | 50               | 14               | -                | - | -                    | -                    | -                    |                      |                      |
| 2002-2003  | Aeros de Houston             | LAH        | 72 | 22               | 25               | 47               | 20               | 15               | 3 | 7                    | 10                   | 4                    |                      |                      |
| 2003-2004  | Aeros de Houston             | LAH        | 53 | 10               | 28               | 38               | 28               | 2                | 0 | 0                    | 0                    | 0                    |                      |                      |
| 2004-2005  | Aeros de Houston             | LAH        | 64 | 10               | 24               | 34               | 26               | 5                | 1 | 1                    | 2                    | 0                    |                      |                      |
| 2005-2006  | Admirals de Norfolk          | LAH        | 54 | 29               | 39               | 68               | 48               | 4                | 2 | 2                    | 4                    | 0                    |                      |                      |
| 2005-2006  | Blackhawks de Chicago        | LNH        | 29 | 7                | 9                | 16               | 2                | -                | - | -                    | -                    | -                    |                      |                      |
| 2006-2007  | Phantoms de Philadelphie     | LAH        | 56 | 16               | 36               | 52               | 34               | -                | - | -                    | -                    | -                    |                      |                      |
| 2006-2007  | Flyers de Philadelphie       | LNH        | 3  | 0                | 0                | 0                | 0                | -                | - | -                    | -                    | -                    |                      |                      |
| 2007-2008  | Griffins de Grand Rapids     | LAH        | 59 | 16               | 31               | 47               | 61               |                  |   |                      |                      |                      |                      |                      |
| 2008-2009  | Moose du Manitoba            | LAH        | 56 | 14               | 25               | 39               | 22               | 20               | 4 | 9                    | 13                   | 0                    |                      |                      |
| 2009-2010  | IceHogs de Rockford          | LAH        | 62 | 21               | 32               | 53               | 16               | 4                | 0 | 2                    | 2                    | 2                    |                      |                      |
| 2010-2011  | Americans de Rochester       | LAH        | 28 | 5                | 9                | 14               | 6                | -                | - | -                    | -                    | -                    |                      |                      |
| 2011-2012  | Rampage de San Antonio       | LAH        | 58 | 10               | 37               | 47               | 30               | 10               | 4 | 6                    | 10                   | 2                    |                      |                      |
| 2011-2012  | Panthers de la Floride       | LNH        | 6  | 0                | 1                | 1                | 2                | -                | - | -                    | -                    | -                    |                      |                      |
| 2012-2013  | Vitiaz Tchekhov              | KHL        | 23 | 0                | 1                | 1                | 8                | -                | - | -                    | -                    | -                    |                      |                      |
| 2012-2013  | EC Red Bull Salzbourg        | EBEL       | 19 | 7                | 10               | 17               | 4                | 12               | 1 | 6                    | 7                    | 4                    |                      |                      |
| 2013-2014  | EC Red Bull Salzbourg        | EBEL       | 54 | 12               | 24               | 36               | 32               | 14               | 4 | 3                    | 7                    | 2                    |                      |                      |
| 2014-2015  | HC Bolzano                   | EBEL       | 52 | 11               | 30               | 41               | 26               | 7                | 0 | 2                    | 2                    | 4                    |                      |                      |
| 2015-2016  | Dresdner Eislöwen            | DEL2       | 41 | 13               | 33               | 46               | 38               | 15               | 0 | 14                   | 14                   | 12                   |                      |                      |
| Totaux LNH | Totaux LNH                   | Totaux LNH | 32 | 7                | 9                | 16               | 2                | -                | - | -                    | -                    | -                    |                      |                      |

## Trophées et honneurs personnels
- Ligue américaine de hockey
  - 2002-2003 : remporte la Coupe Calder
  - 2005-2006 : remporte le trophée Fred-T.-Hunt
  - 2009-2010 : sélectionné pour le Match des étoiles avec l'équipe planète/États-Unis.